# Trithemis kirbyi
Trithemis kirbyi – gatunek ważki z rodziny ważkowatych (Libellulidae). Szeroko rozpowszechniony – występuje w niemal całej Afryce (w tym na Madagaskarze i Komorach), w Azji Zachodniej i Południowej (od Półwyspu Arabskiego przez Iran i Pakistan po Indie i Sri Lankę na wschodzie). Gatunek rozprzestrzenia się na północ – na początku XXI wieku przedostał się do południowej Europy – na Półwysep Iberyjski i Sardynię; populacje europejskie na razie nie są liczne, ale sprzyjać im może ocieplenie klimatu.
W RPA imago lata od listopada do końca maja, sporadycznie dorosłe osobniki mogą latać przez cały rok. Długość ciała 35–38 mm. Długość tylnego skrzydła 25–26,5 mm.